# Lucilia Diniz (programa)
Lucilia Diniz foi um programa de televisão brasileiro exibido todos os sábados, às 19:30, na RedeTV! e era apresentado por Lucília Diniz. Saiu do ar em 2010.
O programa era uma mistura de reality com talk show. Dava dicas de alimentação e qualidade de vida. Na parte reality show do programa, em um quadro batizado do filme Mudança de Hábito, Lucília acompanhava uma família por uma semana, funcionando como uma conselheira emocional e de boa alimentação. Em maio de 2010, o programa foi exibido pela última vez após a rescisão do contrato de Lucília com a RedeTV! após a grade da emissora sofrer uma reformulação. Em 14 de novembro de 2016, retorna, agora de segunda a sexta às 14:45.  